# Hartselle
Hartselle é uma cidade localizada no estado americano do Alabama, no Condado de Morgan.

## Demografia
Segundo o censo americano de 2000, a sua população era de 12.019 habitantes.
Em 2006, foi estimada uma população de 13.479, um aumento de 1460 (12.1%).

## Geografia
De acordo com o United States Census Bureau, a localidade tem uma área de 38,5 km², sem área coberta por água. Hartselle localiza-se a aproximadamente 212 m acima do nível do mar.

## Localidades na vizinhança
O diagrama seguinte representa as localidades num raio de 24 km ao redor de Hartselle.